# Bahnstrecke Ingolstadt–Riedenburg
| |                         |                                     |                                     |
| Streckennummer (DB): | 5380                    |                                     |                                     |
| Kursbuchstrecke (DB): | 413p (1946) 413e (1963) |                                     |                                     |
| Streckenlänge: | 38,71 km                |                                     |                                     |
| Spurweite: | 1435 mm (Normalspur)    |                                     |                                     |
| |                         |                                     |                                     |
| \| \| \| von München \| \| \| \| 0,00 \| Ingolstadt Nord \| 373 m \| \| \| \| nach Treuchtlingen \| \| \| \| \| nach Nürnberg Reichswald \| \| \| \| \| Nürnberger Straße \| \| \| \| \| nach Ingolstadt Nord Werkbf Terreno \| \| \| \| 2,76 \| Oberhaunstadt \| 372 m \| \| \| 5,00 \| Bundesautobahn 9 \| Bundesautobahn 9 \| \| \| 5,18 \| Lenting \| 384 m \| \| \| 7,95 \| Kösching \| 381 m \| \| \| 12,83 \| Theißing \| 392 m \| \| \| 15,70 \| Dolling \| Dolling \| \| \| 18,29 \| Offendorf \| Offendorf \| \| \| 20,50 \| Tettenagger \| Tettenagger \| \| \| 22,20 \| Mendorf \| Mendorf \| \| \| 23,40 \| Steinsdorf (Oberpf) \| Steinsdorf (Oberpf) \| \| \| 25,35 \| Sandersdorf (Oberpf) \| Sandersdorf (Oberpf) \| \| \| 28,32 \| Altmannstein \| 385 m \| \| \| 33,70 \| Hexenagger \| Hexenagger \| \| \| 36,00 \| Schambach \| Schambach \| \| \| 38,71 \| Riedenburg \| 353 m \| \| \| \| \| \| \| Quellen: [1][2] \| \| \| \| |                         |                                     |                                     |
| Strecke |                         | von München                         | von München                         |
| Bahnhof | 0,00                    | Ingolstadt Nord                     | 373 m                               |
| Abzweig geradeaus und nach links |                         | nach Treuchtlingen                  | nach Treuchtlingen                  |
| Abzweig geradeaus und nach links |                         | nach Nürnberg Reichswald            | nach Nürnberg Reichswald            |
| Bahnübergang |                         | Nürnberger Straße                   | Nürnberger Straße                   |
| Abzweig ehemals geradeaus und nach rechts |                         | nach Ingolstadt Nord Werkbf Terreno | nach Ingolstadt Nord Werkbf Terreno |
| Bahnhof (Strecke außer Betrieb) | 2,76                    | Oberhaunstadt                       | 372 m                               |
| Brücke (Strecke außer Betrieb) | 5,00                    | Bundesautobahn 9                    | Bundesautobahn 9                    |
| Bahnhof (Strecke außer Betrieb) | 5,18                    | Lenting                             | 384 m                               |
| Bahnhof (Strecke außer Betrieb) | 7,95                    | Kösching                            | 381 m                               |
| Bahnhof (Strecke außer Betrieb) | 12,83                   | Theißing                            | 392 m                               |
| Bahnhof (Strecke außer Betrieb) | 15,70                   | Dolling                             | Dolling                             |
| Bahnhof (Strecke außer Betrieb) | 18,29                   | Offendorf                           | Offendorf                           |
| Haltepunkt / Haltestelle (Strecke außer Betrieb) | 20,50                   | Tettenagger                         | Tettenagger                         |
| Bahnhof (Strecke außer Betrieb) | 22,20                   | Mendorf                             | Mendorf                             |
| Haltepunkt / Haltestelle (Strecke außer Betrieb) | 23,40                   | Steinsdorf (Oberpf)                 | Steinsdorf (Oberpf)                 |
| Bahnhof (Strecke außer Betrieb) | 25,35                   | Sandersdorf (Oberpf)                | Sandersdorf (Oberpf)                |
| Bahnhof (Strecke außer Betrieb) | 28,32                   | Altmannstein                        | 385 m                               |
| Bahnhof (Strecke außer Betrieb) | 33,70                   | Hexenagger                          | Hexenagger                          |
| Haltepunkt / Haltestelle (Strecke außer Betrieb) | 36,00                   | Schambach                           | Schambach                           |
| Kopfbahnhof Streckenende (Strecke außer Betrieb) | 38,71                   | Riedenburg                          | 353 m                               |
| |                         |                                     |                                     |
| Quellen: |                         |                                     |                                     |

Die Nebenbahn Ingolstadt–Riedenburg war eine Nebenbahn in Bayern. Sie verband die in Oberbayern liegende Donaustadt Ingolstadt mit der an der Altmühl liegenden Stadt Riedenburg, welche bis 1972 zur Oberpfalz gehörte (seitdem Regierungsbezirk Niederbayern). Die Strecke wird heute als Schambachtalbahn bezeichnet.

## Baugeschichte
Die Stadt Riedenburg, die bis 1972 zur Oberpfalz gehörte, bemühte sich gegen Ende des 19. Jahrhunderts um einen Eisenbahnanschluss. Eine Weiterführung der 1888 eröffneten Sulztalbahn von Neumarkt in der Oberpfalz über Beilngries nach Dietfurt und weiter durch das Altmühltal nach Riedenburg bot sich zwar an, wäre aber u. a. wegen erforderlicher Brückenbauten recht teuer geworden, auch hätte sie die Schifffahrt auf dem Ludwig-Donau-Main-Kanal beeinträchtigt. So entstand der Plan zu einer Nebenbahn vom oberbayerischen Ingolstadt über Altmannstein nach Riedenburg. Diese ließ sich kostengünstiger erbauen und konnte außerdem zur Holzabfuhr aus den großen staatlichen Waldungen des Köschinger Forstes genutzt werden.
Auf Kosten der anschlussbereiten Gemeinden wurde 1898 eine günstige Trasse festgelegt. Sie sollte 3 Kilometer nördlich des Ingolstädter Hauptbahnhofs nach Osten Richtung Kösching abzweigen und bei Sandersdorf das Schambachtal erreichen. In diesem windungsreichen Tal führte sie bis zur Mündung in Riedenburg. Nachdem sich die beteiligten Gemeinden für die 38,7 km lange Nebenbahn auch zur kostenlosen Grundabtretung und zu erheblichen Zuschüssen bereiterklärt hatten, wurde der Bau mit Gesetz vom 30. Juni 1900 vom bayerischen Landtag genehmigt.
Mit dem Bau wurde ab der Abzweigung von der Strecke nach Treuchtlingen in Ingolstadt Nord schon 1901 begonnen. Bis Dolling stand die Strecke schon vor der Eröffnung des Personenverkehrs am 1. Mai 1903 ab Herbst 1902 für den Güterverkehr zur Verfügung. Die restlichen 23 km bis Riedenburg gingen am 1. Oktober 1904 in Betrieb. Die Bahnhofsanlagen in Riedenburg mit Lokomotivschuppen und Kohlenbansen lagen südöstlich des Ortes und hätten eine Weiterführung der Strecke im Altmühltal bis Kelheim erlaubt.

## Zugverkehr
Mit Blick auf den Ausflugsverkehr wurde auf dieser Nebenbahn schon ab 1904 bis zum Ausbruch des Ersten Weltkriegs täglich zwei Zugpaare gefahren. Sie benötigten 1913 etwa zwei Stunden für die ab Ingolstadt Hauptbahnhof 42 km lange Strecke. Im Jahre 1924 galt noch die gleiche Reisezeit. Für 1936 zeigt das Kursbuch bei einer Reisezeit von eineinhalb Stunden drei Zugpaare. Es wurden damals von einer bayerischen Pt 2/3 geführte Dampfzüge eingesetzt. In den Jahren 1969 bis 1971 fuhren fünf Zugpaare, wobei die Fahrzeit zwischen 60 und 80 Minuten betrug. Nach einer Übergangszeit mit Dampfloks der DR-Baureihe 64 kamen im Personenverkehr Schienenbusse der Baureihe VT 95 zum Einsatz.
Bis 1925 wurden die Arbeiter- und Schülerzüge Riedenburg–Ingolstadt teilweise über den Bahnhof Ingolstadt Nord hinaus zum Militärbahnhof an der Donaulände (heute Standort des Stadttheaters) durchgebunden, von wo es nur wenige Schritte zu den Schulen in der Altstadt waren. Nach Auflassung des Militärbahnhofs im Jahr 1925 wurde zwischen den Bahnhöfen Ingolstadt Nord und Ingolstadt Hbf der Haltepunkt Schlachthof mit einem kurzen Bahnsteig eingerichtet, wo die Züge der Riedenburger Lokalbahn bis in die 60er Jahre hielten, auch wenn der Halt im offiziellen Kursbuch nicht verzeichnet war.

## Stilllegung
Ab den 1960er Jahren wurde der mit Schienenbussen (VT 95) geführte Reiseverkehr nach und nach ausgedünnt und Parallelverkehr auf der Straße eingerichtet. 1971 verkehrten auf der Gesamtstrecke noch fünf Zugpaare, aber auch vier Paare von Omnibuskursen, außerdem weitere Omnibusse zwischen Ingolstadt und Kösching. So war das Ende des Personenverkehrs auf der Gesamtstrecke am 28. Mai 1972 nicht überraschend. Am 30. September 1973 wurden auf dem Streckenteil Altmannstein–Riedenburg auch der Güterverkehr eingestellt und die Gleise im Folgejahr abgebaut. Hier ist ein Radweg entstanden.
Auf der Reststrecke Ingolstadt Nord–Altmannstein fuhren bis in die 1980er Jahre Güterzüge zum Transport von Zuckerrüben. Außerdem bestand ein Betrieb in Altmannstein darauf, seinen Warenumschlag per Bahn durchzuführen, und trug so bis in die 1990er Jahre zum Erhalt der Strecke bei. In den letzten Jahren wurden die Güterzüge vorwiegend von Diesellokomotiven der Baureihe 290 vom Bw Ingolstadt geführt.
Am 1. Juni 1994 wurde der Güterverkehr von Offendorf nach Altmannstein beendet, das letzte verbliebene Teilstück Ingolstadt–Offendorf wurde am 1. August 1995 stillgelegt. Zuvor konnten noch einige Sonderfahrten mit einem Dieseltriebwagen der Deutschen Bundesbahn bzw. einem Dampfzug des Bayerischen Eisenbahnmuseums Nördlingen durchgeführt werden. Seit dem Abbau der Strecke im Jahr 2004 wurde die Trasse zum Radweg umgebaut.
Erhalten blieben nur der in Ingolstadt Nord abzweigende Anschluss zur dortigen Gunvor-Raffinerie, von dem Stichgleise in Richtung der ehemaligen Shell-Raffinerie – heute Gewerbegebiet Interpark – abzweigen, sowie zum Bayernwerk-Kraftwerk bei Großmehring.

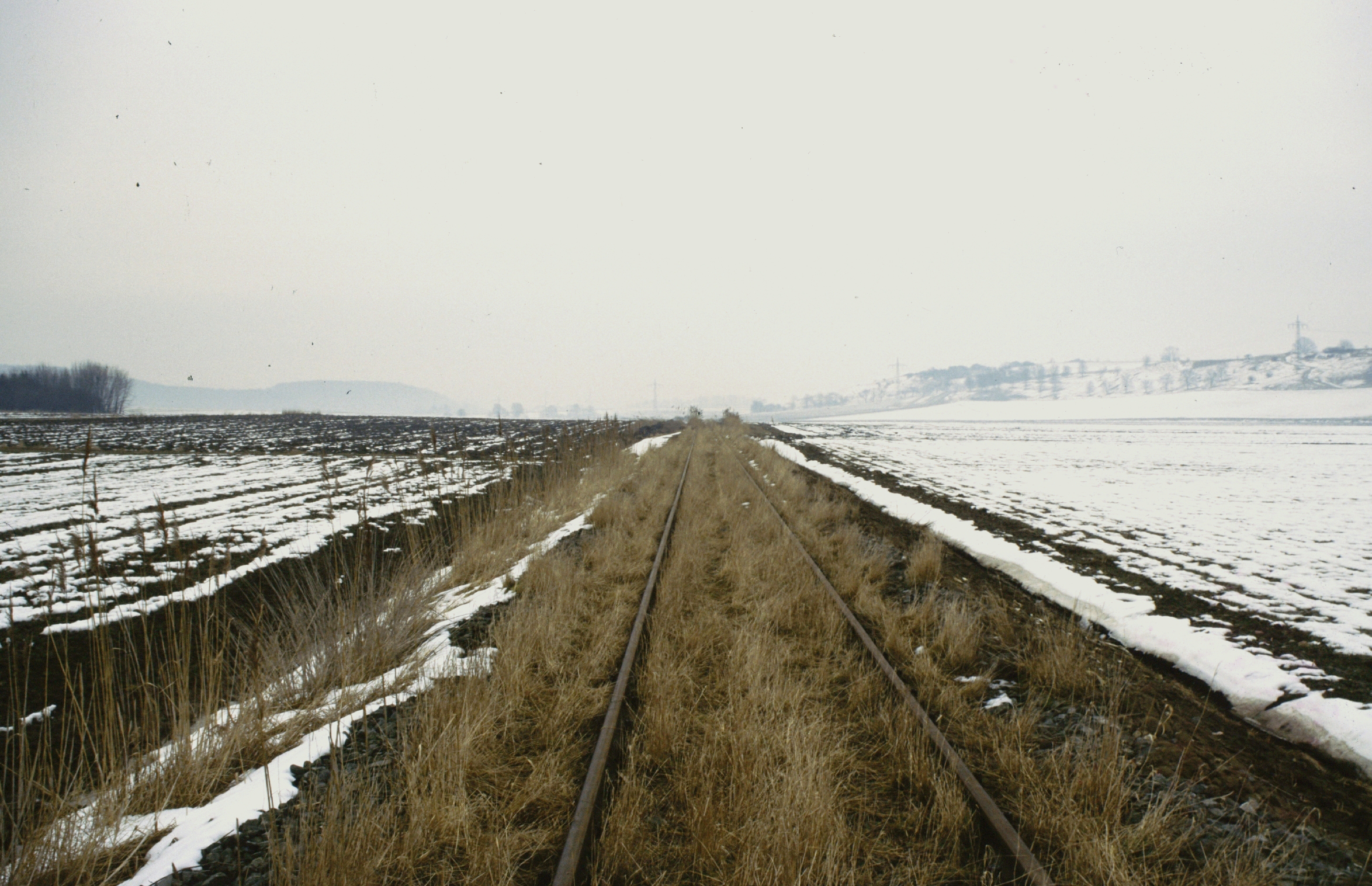
Zwischen Kösching und Oberdolling
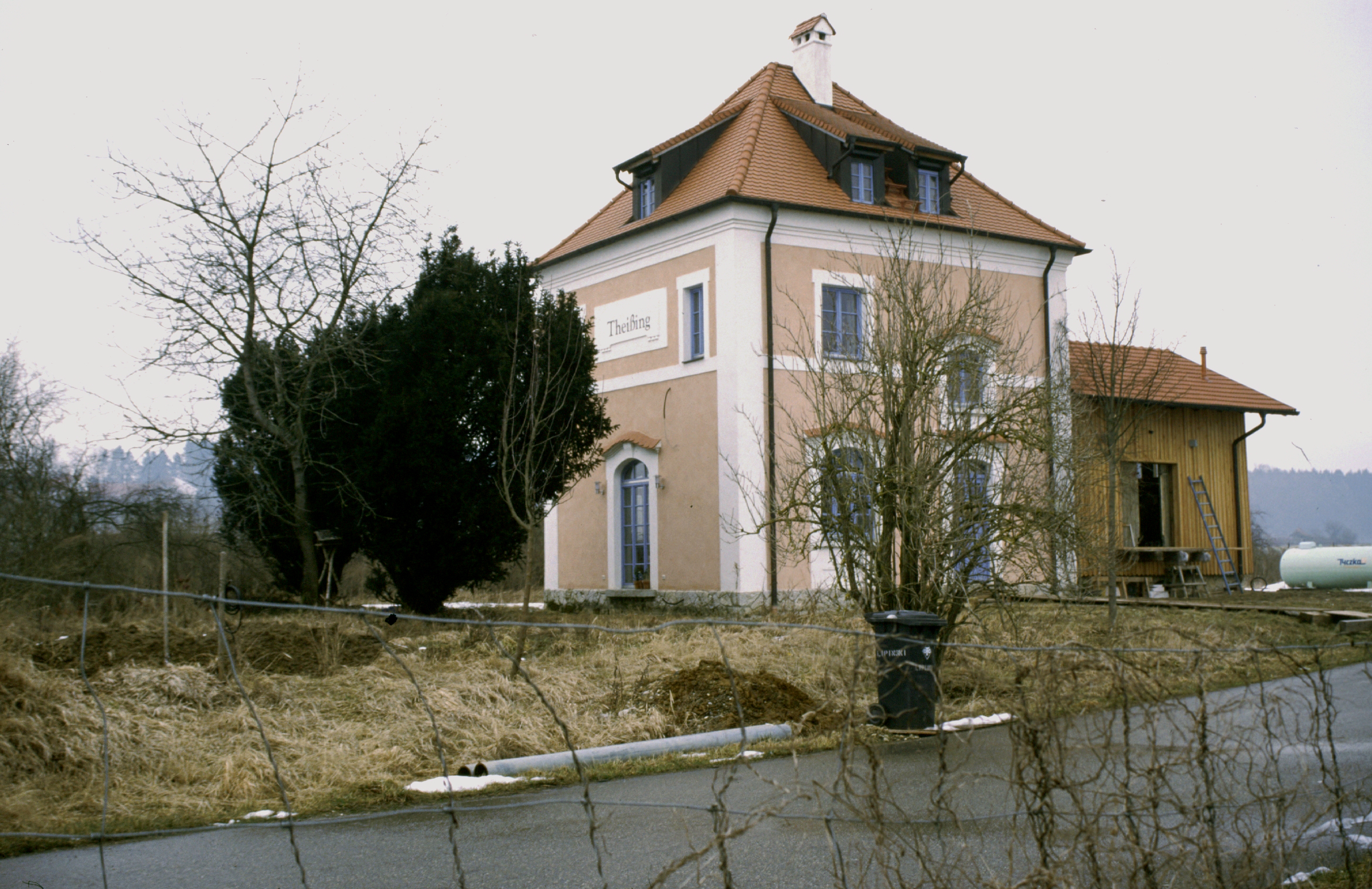
Der ehemalige Bahnhof „Theißing“ bei Tholbath, heute in Privatbesitz
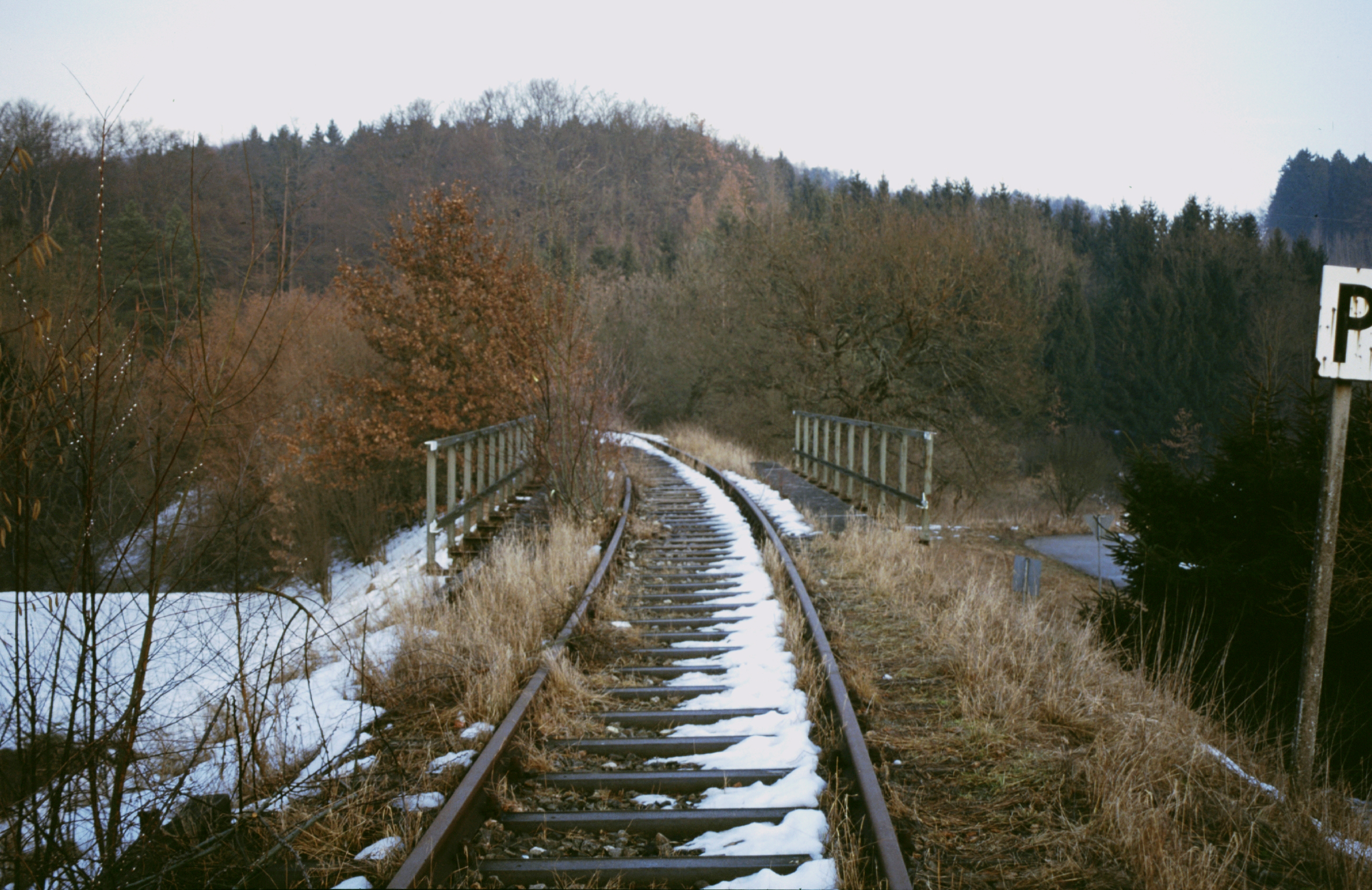
Brücke über die B 299 in Sandersdorf
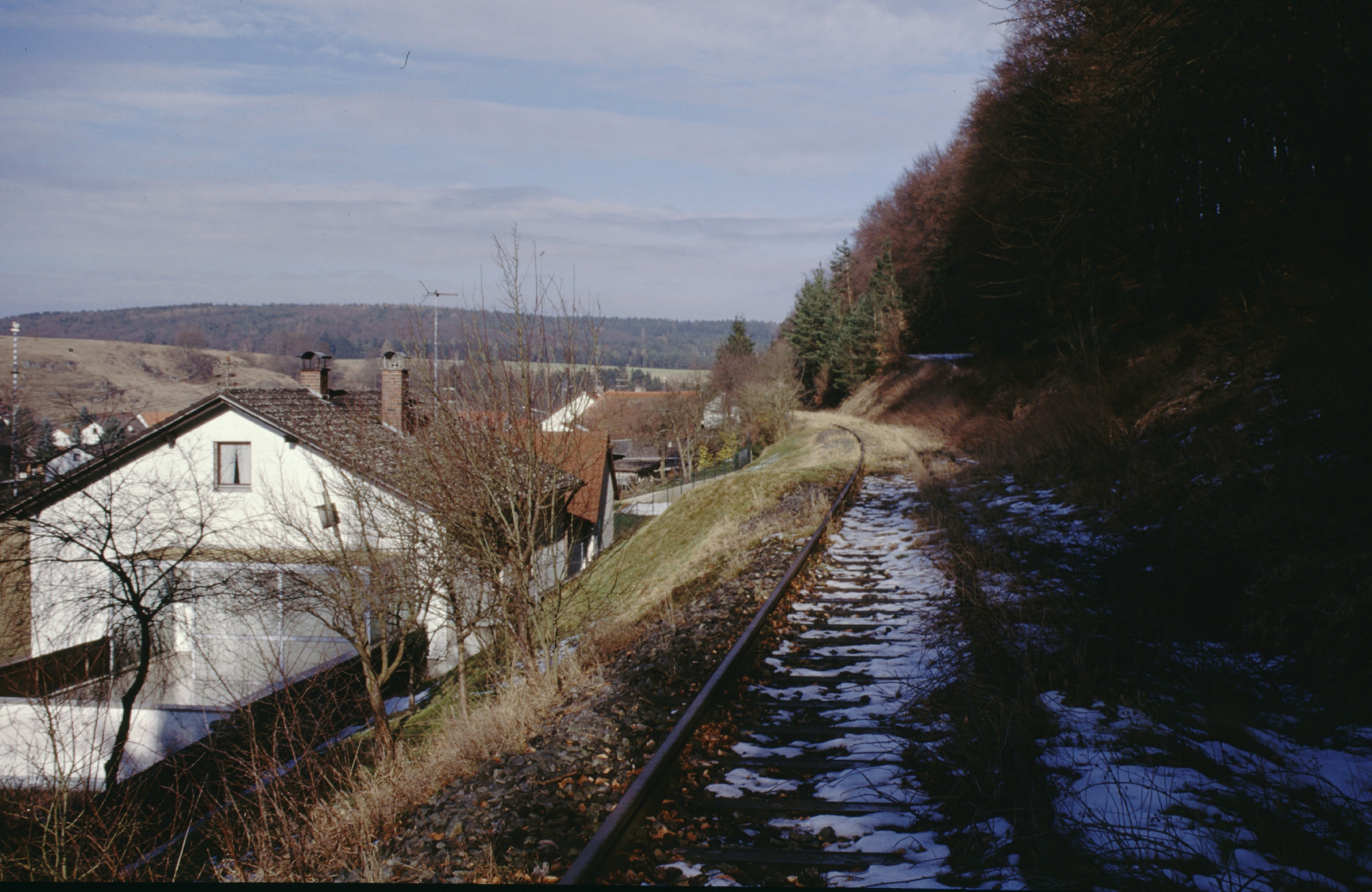
Streckenverlauf oberhalb von Neuenhinzenhausen
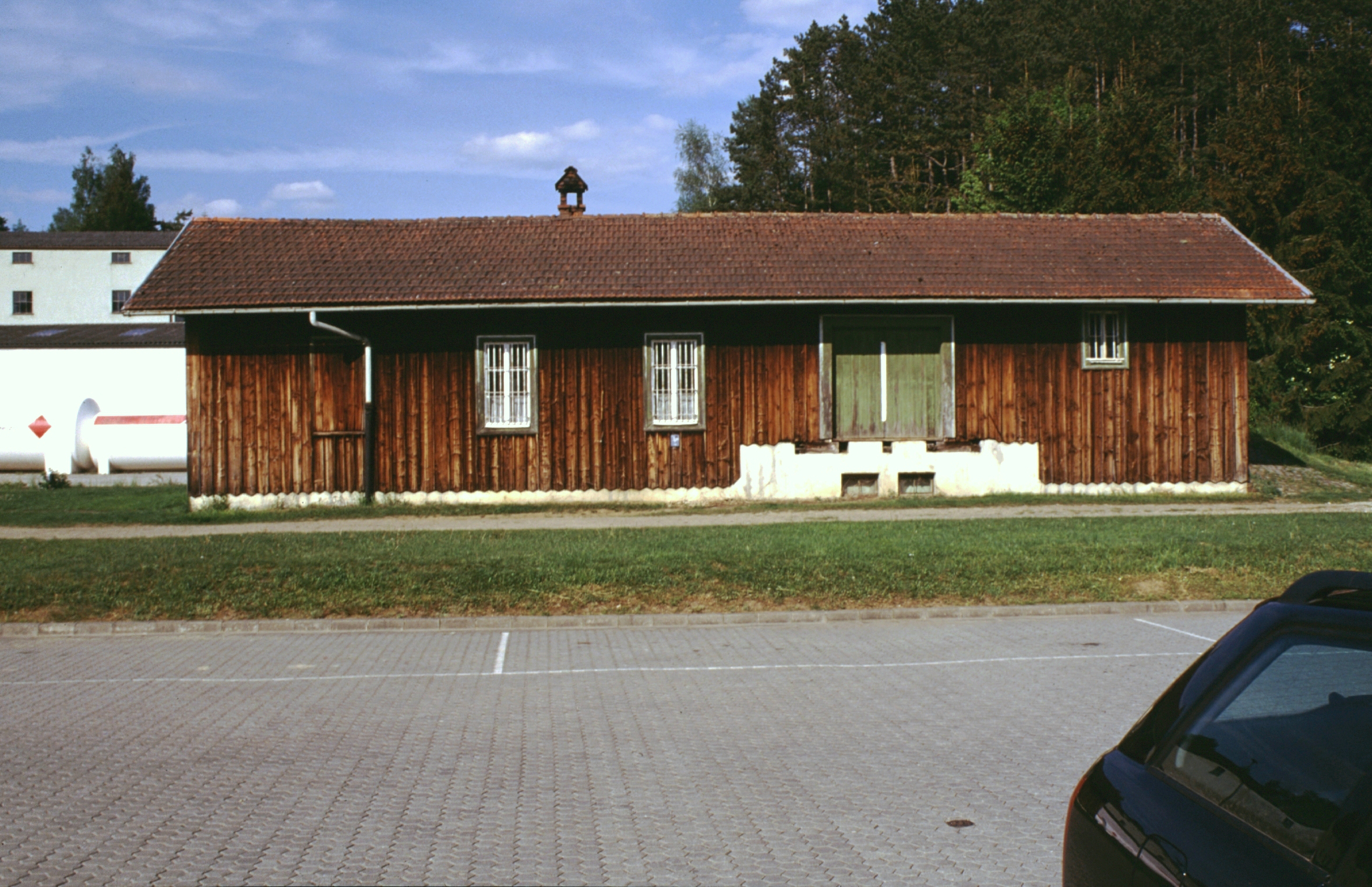
Das ehemalige Bahnhofsgebäude in Altmannstein

2008 wurde der nunmehr durchgängige, 36 km lange Schambachtalbahn-Radweg auf der Trasse der ehemaligen Bahnstrecke eröffnet. Mehrere Infotafeln erläutern die Geschichte dieser Bahnstrecke und der angrenzenden Orte.

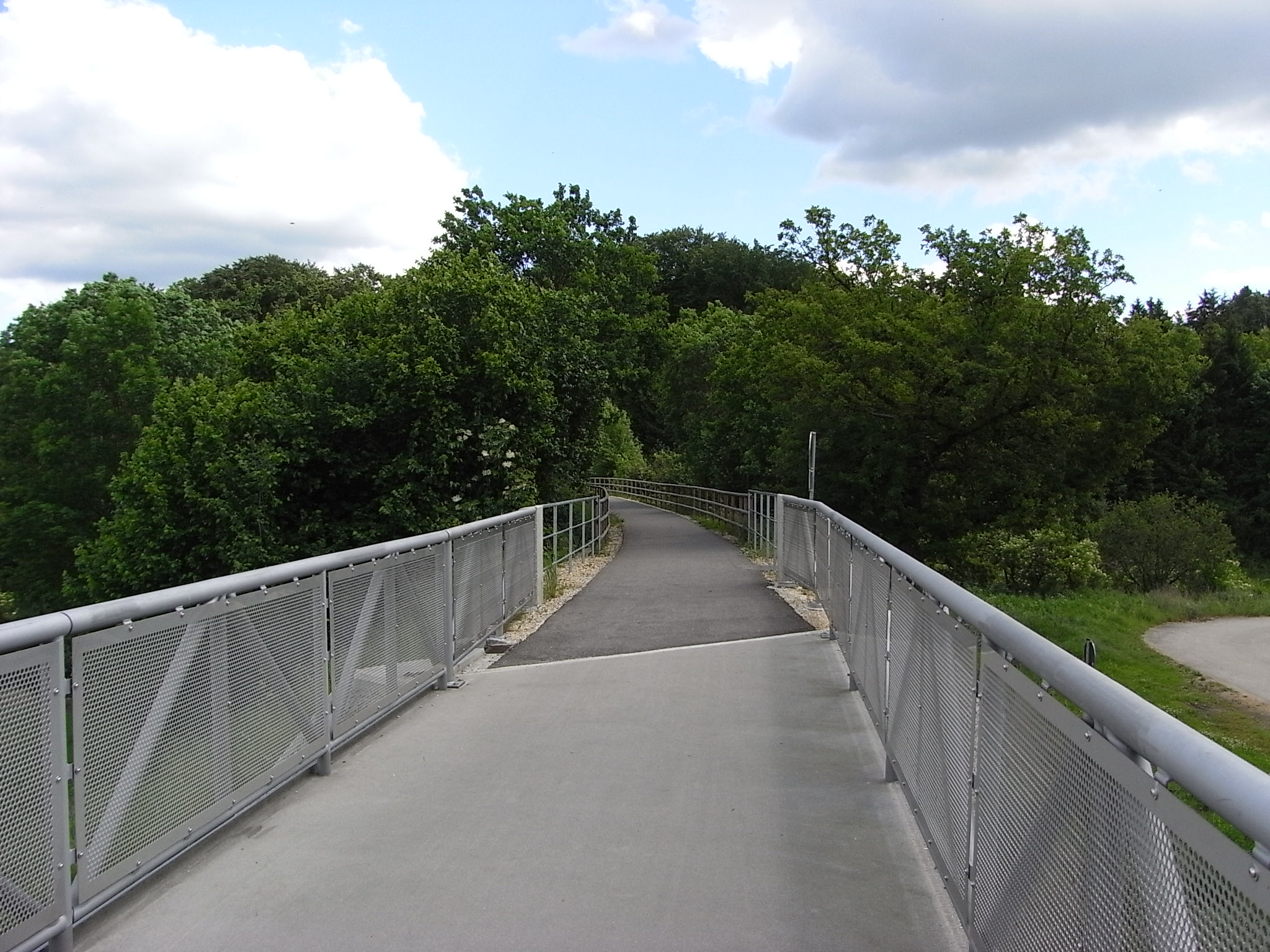
Neue Brücke über die B 299 in Sandersdorf für den Schambachtalbahn-Radweg
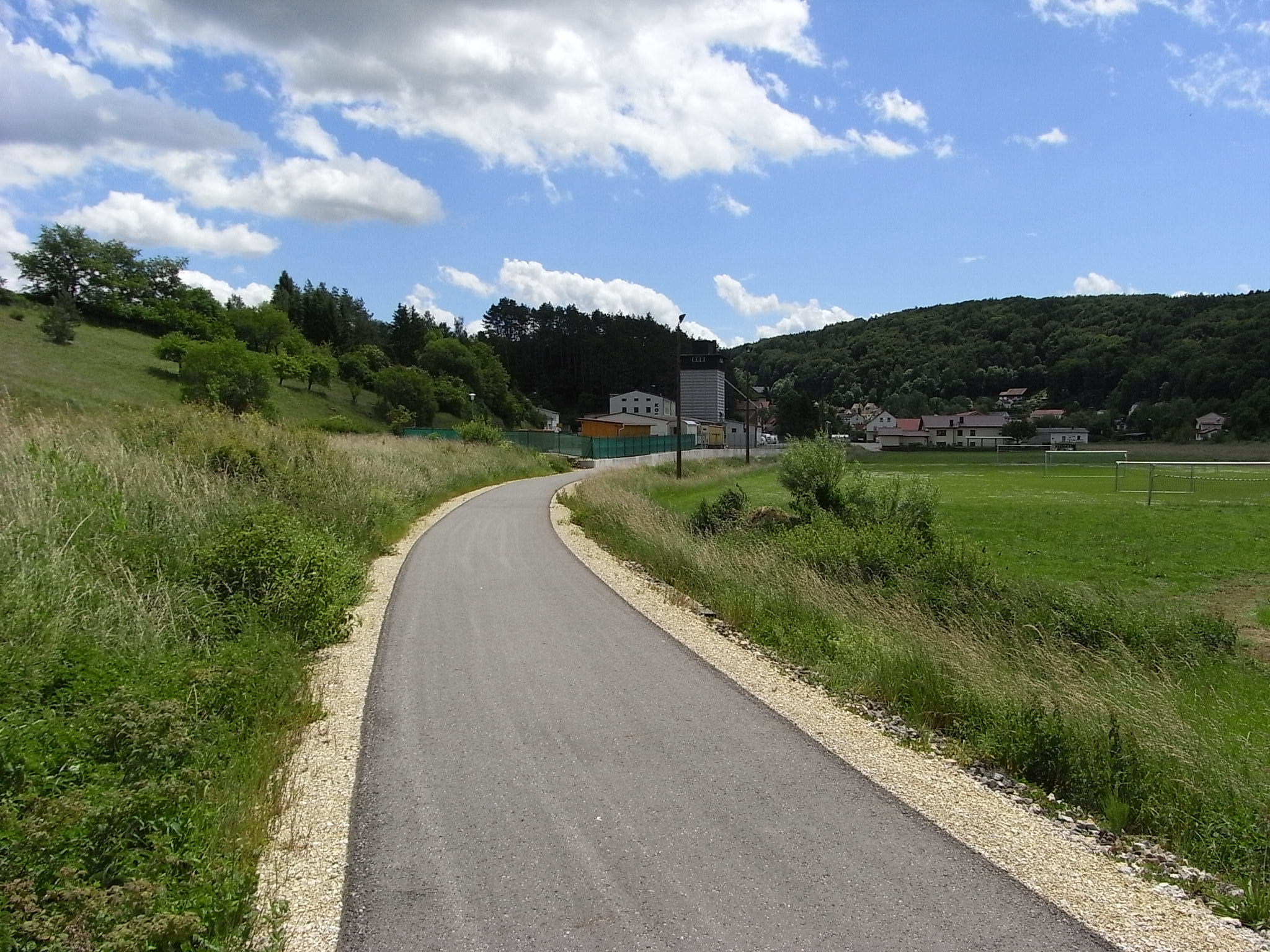
Das ehemalige Bahnhofsgelände in Altmannstein